# بی‌بی شمس‌الملوک
بی‌بی شمس‌الملوک از زنان برجسته قاجار، همسر آقاخان دوم و مادر آقاخان سوم بود که هر دو از امامان اسماعیلیه بودند.
بی‌بی‌شمس‌الملوک دختر علی‌محمدخان نظام‌الدوله و مادرش شمس‌الدوله دختر فتحعلی‌شاه بود. پس از درگذشت آقاخان دوم، از آنجا که پسرش خردسال بود، شمس‌الملوک خود زمام امور را به دست گرفت و تا رسیدن آقاخان سوم به سن قانونی وظایفی را که ازآن امام اسماعیلیان بود انجام می‌داد. او بیشتر عمر خود را در هندوستان به سر برد. اندکی پیش از فوت به بغداد رفت و در سن هشتاد و هشت سالگی در سال ۱۹۳۷ در آن شهر از دنیا رفت.

## فعالیت‌های مردمی و اجتماعی
بی‌بی شمس‌الملوک در میان جماعت اسماعیلی به عنوان بی‌بی‌سرکار معروف است، در فعالیت‌های بی شمار اجتماعی و مردمی اسماعیلیان نقش بارزی داشته است. در تمام عمر طولانی خود یک چهره الهام‌بخش و امید برای تمام اسماعیلیان جهان بود. بیگم آقاخان به شعر و ادبیات فارسی علاقهٔ خاصی داشته و در میان اسماعیلیان خاطرات شفاهی و نوشتاری او در خصوص شعر و ادبیات موجود است. بیگم آقاخان به اشعار حافظ، مولانا، ناصر خسرو و دیگر بزرگان شعر و ادب فارسی علاقه داشته است.

## بی‌بی شمس‌الملوک و پیشبرد امور رهبری جماعت اسماعیلی
آقاخان سوم به سن هشت سالگی به امامت اسماعیلی رسید. از آنجایی که آقاخان هنوز خردسال بود، مادرش، بی‌بی شمس‌الملوک، در پیشبرد امور رهبری جماعت اسماعیلی نقش به سزایی داشت. وی در تاریخ از محدود زنانی است که در رهبری یک جماعت متنوع جهانی نقش داشته است.

## وفات
پیکر بیگم آقاخان به اساس وصیت خودش باید در یک کشور مستقل مسلمان دفن می‌گردید. به همین اساس یک هفته پیش از وفاتش به عراق منتقل شده و پیکرش در جوار مرقد شوهرش آقاخان دوم ، در نزدیک حرم علی، در نجف به خاک سپرده شد.